# Малый Горган
Малый Горга́н (укр. Малий Ґорґан) — гора в Украинских Карпатах, в массиве Горганы. Расположена в Надворнянском районе Ивано-Франковской области, севернее села Поляница и западнее села Татарова.
Высота 1592,5 м. Северо-восточные склоны очень крутые, труднопроходимые. Вершина и привершинные склоны с каменными осыпищами, местами — криволесье из сосны горной, ниже — лесные массивы.
Гора Малый Горган вместе с соседней вершиной — Синяк (1665 м) — является частью хребта Синяк и расположена в его северо-западной части.
Ближайшие населенные пункты: Поляница, Татаров.